# Geir Lippestad

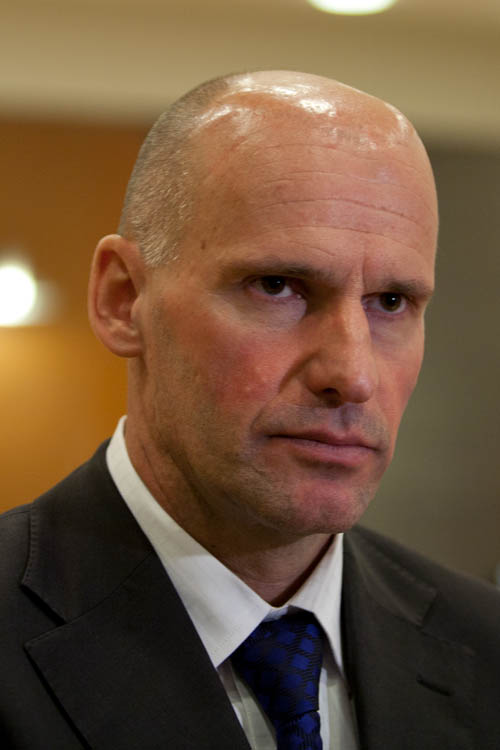
Geir Lippestad (2011)

Geir Lippestad (* 7. Juni 1964 in Hønefoss) ist ein norwegischer Rechtsanwalt und Politiker. Bekanntheit erlangte er durch die Verteidigung des rechtsextremistischen Massenmörders Anders Behring Breivik. Von 2015 bis 2017 war er Mitglied in der Osloer Stadtregierung (Byråd) für den Bereich Wirtschaft und Kommunalbesitz. Im Oktober 2020 wurde er Vorsitzender der neu gegründeten Partei Partiet Sentrum.

## Leben
Lippestad ist Inhaber einer Anwaltskanzlei in Oslo. Er ist spezialisiert auf Eigentums- und Arbeitsrecht.
2002 verteidigte Lippestad im Mordfall Benjamin Hermansen einen Neonazi, der an der Ermordung des norwegisch-ghanaischen Jugendlichen Benjamin Hermansen beteiligt war und zu 17 Jahren Gefängnis verurteilt wurde. Nach Lippestads eigenen Worten handelte es sich um den „erste[n] rassistisch motivierte[n] Mord in Norwegen.“
International bekannt wurde Lippestad als Verteidiger des rechtsextremistischen Attentäters Anders Behring Breivik, der die Anschläge in Norwegen 2011 begangen hatte. 2013 veröffentlichte er das Buch Det vi kan stå for (etwa: Wofür wir eintreten können), in dem er in Zusammenhang mit dem Prozess die Herausforderung beschreibt, einen Massenmörder zu verteidigen. Er bekennt sich in dem Buch zu den Idealen der Demokratie und des Rechtsstaates. Mehrere bekannte Anwälte in Norwegen warfen Lippestad nach der Publikation einen Bruch der Verschwiegenheitspflicht und einen lockeren Umgang mit rechtsethischen Prinzipien vor. Die Norwegische Anwaltskammer sprach ihn von dieser Kritik jedoch frei. 2015 endete das Anwaltsverhältnis zwischen Lippestad und Breivik als Breivik wegen Menschenrechtsverletzung klagen wollte, weil er im Gefängnis isoliert ist. Dabei gab es Streitigkeiten um die Strategie, Breivik wählte daraufhin einen anderen Anwalt.

### Politik
Lippestad war Mitglied der sozialdemokratischen Arbeiderpartiet und war zeitweise stellvertretender Vorsitzender des Ortsverbandes in Nordstrand. Von 2005 bis 2010 war er Generalsekretär des Norwegischen Gehörlosenverbandes (Hørselshemmedes Landsforbund). Am 21. Oktober 2015 wurde er zum Osloer Byråd für Wirtschaft und Kommunalbesitz berufen. Er blieb bis 2017 im Amt.
Im Oktober 2020 wurde er Vorsitzender der neuen Partei Partiet Sentrum, die von ihm und ehemaligen Mitgliedern des linkeren Flügels der christdemokratischen Kristelig Folkeparti gegründet worden war.

### Privates
Er lebt in Oslo, ist in zweiter Ehe mit der Krankenschwester Signe Lippestad (geb. Husebye) verheiratet und hat acht Kinder: zwei aus seiner ersten Ehe, vier aus Signes erster Ehe, zwei gemeinsame. Eine seiner Töchter war behindert und annähernd gehörlos. Sie erkrankte während des Breivik-Prozesses und starb 2013 im Alter von 17 Jahren.

## Publikationen
- Det vi kan stå for. Aschehoug, Oslo 2013, ISBN 978-82-03-29394-8.
  - Ich verteidigte Anders Breivik. Warum? Meine schwierigste Strafverteidigung. Herder, Freiburg im Breisgau 2015, ISBN 978-3-451-34274-5.